# Nauczycielskie Kolegium Języków Obcych w Przemyślu
Nauczycielskie Kolegium Języków Obcych w Przemyślu (NKJO) rozpoczęło swoją działalność w 1990 roku. Organem prowadzącym NKJO jest Samorząd Województwa Podkarpackiego, natomiast nadzór pedagogiczny Minister Edukacji Narodowej i Sportu.Nauka w NKJO odbywa się w dwóch specjalnościach:
- język angielski (opiekę naukową sprawuje Uniwersytet Rzeszowski)
- język niemiecki (opiekę naukową sprawuje Uniwersytet Rzeszowski)

Nauka w Kolegium trwa 3 lata i odbywa się w systemie dziennym i wieczorowym. Nauka w systemie dziennym jest bezpłatna, a w systemie wieczorowym odpłatna częściowo.
Siedziba szkoły znajduje się przy ulicy Kościuszki, w dawnym zespole klasztornym ojców Bonifratrów.